# لیجو جوسه پلیسری
لیجو جوسه پلیسری (مالایالامی: ലിജോ ജോസ് പെല്ലിശ്ശേരി؛ زادهٔ ۱۸ سپتامبر ۱۹۷۸) کارگردان، تهیه‌کننده فیلم و بازیگر اهل هند است. فیلم‌های او که به خاطر رویکرد غیرمتعارفش در کارگردانی شناخته می‌شود، با روایت غیرخطی و برداشت‌های بسیار بلند مشخص می‌شوند. وی در سال ۲۰۱۸ برندهٔ کلاغ نقره‌ای جشنواره فیلم کرالا شد.
از فیلم‌هایی که وی در آن‌ها نقش داشته‌است، می‌توان به هدف دوگانه و شهر خدا اشاره نمود.